# Naissance en 1092
Naissance
- 1088
- 1089
- 1090
- 1091
- 1092
- 1093
- 1094
- 1095
- 1096

Cette page dresse une liste de personnalités nées au cours de l'année 1092 :
- Al-Mustarchid, neuvième Calife abbasside de Bagdad.
- Foulques V d'Anjou, comte d'Anjou et de Tours, comte du Maine, puis roi de Jérusalem.
- Fulk FitzRoy (en), fils illégitime du roi Henri Ier Beauclerc.
- Magnús Einarsson (en), religieux islandais.
- Ombeline de Jully, moniale cistercienne française.
- Sachen Kunga Nyingpo, grand maître tibétain, 3e Sakya Trizin et le premier des Cinq Grands Maîtres Sakya.
- Sibylle de Normandie, reine consort d'Écosse.
- Zhang Jiucheng (en), politicien chinois.

date incertaine (vers 1092)
- Abraham ibn Ezra, rabbin andalou, grammairien, traducteur, poète, exégète, philosophe, mathématicien et astronome, il est considéré comme l’une des plus éminentes autorités rabbiniques médiévales.

## Crédit d'auteurs
- Cet article est partiellement ou en totalité issu de l'article intitulé « 1092 » (voir la liste des auteurs).